# Дронов, Владимир Николаевич
Владимир Николаевич Дронов (род. 1948) — советский и российский офицер военно-морского флота, подводник и гидронавт. Командир 10-го отряда акванавтов войсковой части № 45707 Главного управления глубоководных исследований Министерства обороны Российской Федерации, контр-адмирал (23.02.1996). Герой Российской Федерации (2.05.1996).

## Биография

### Ранние годы
Родился 8 октября 1948 года в посёлке Бегомль ныне Докшицкого района Витебской области Беларуси в семье военного. Русский. Отец — Николай Ильич Дронов, сибиряк, артиллерист-самоходчик в годы Великой Отечественной войны, многократно награждённый, штурмовал Берлин. Умер в 1953 году при исполнении служебных обязанностей, поэтому Владимир рано остался без отца. Вместе с мамой Еленой Викторовной и младшей сестрой Татьяной воспитывался в семье маминых родителей Виктора Константиновича и Фелиции Венедиктовны Ржеусских в городе Борисов. С ранних лет учился управляться с частным хозяйством, сам косил, ходил за плугом, пас скот, а в каникулы зарабатывал деньги на разгрузке вагонов, устраивался на сбор урожая в ближайший совхоз.
Любил футбол, увлекался баскетболом и играл за сборную города Борисова. Много читал, особенно военную литературу, и мечтал стать военным моряком. Так, брат деда служил на Российском императорском флоте.
В 1965 году окончил среднюю школу № 2 города Борисова. Не смея ослушаться матери, поступил на заочное обучение в Московский технологический институт мясной и молочной промышленности (ныне — Московский государственный университет пищевых производств), и одновременно работал на Борисовском заводе резинотехнических изделий. Однако через полгода он осуществил свою мечту: оставив институт и сдав экзамены, в июле 1967 года поступил в Высшее военно-морское училище подводного плавания имени Ленинского комсомола (Ленинград).

### В Военно-морском флоте
В Военно-морском флоте с июля 1967 года. В июне 1972 года окончил Высшее военно-морское училище подводного плавания имени Ленинского комсомола с «красным» дипломом. Проходил военную службу на Краснознамённом Северном флоте, в 4-й эскадре подводных лодок: с августа по октябрь 1972 года — командир торпедной группы подводной лодки Б-856, с октября 1972 года по февраль 1974 года — командир минно-торпедной боевой части (БЧ-3) Б-169. С 1970 года состоял в КПСС.
С февраля 1974 года продолжил службу на атомных подводных лодках Северного флота: с февраля 1974 года по сентябрь 1976 года — командир БЧ-3, а затем по октябрь 1978 года — помощник командира в первом экипаже АПЛ К-418 (проект 667А) 19-й дивизии 3-й флотилии подводных лодок Северного флота.
С октября 1978 года по июль 1979 года В. Н. Дронов проходил обучение в Высших специальных офицерских классах ВМФ, после чего продолжил службу на Краснознамённом Северном флоте: по апрель 1983 года — старшим помощником командира АПЛ К-228 во втором экипаже; с апреля 1983 года по сентябрь 1985 года — командиром АПЛ К-418 19-й дивизии 3-й флотилии АПЛ.
В июле 1987 года окончил Военно-морскую академию имени А. А. Гречко. Возвратившись на Краснознамённый Северный флот, был назначен начальником штаба — заместителем командира 13-й дивизии подводных лодок 3-й флотилии подводных лодок, прослужив в этой должности до ноября 1991 года. По другим данным, в 1987—1992 годах — начальник штаба 29-й отдельной бригады подводных лодок.
С ноября 1991 года капитан 1-го ранга В. Н. Дронов — командир 10-го отряда акванавтов войсковой части № 45707 19-го Центра Министерства обороны СССР (ныне Главное управление глубоководных исследований Министерства обороны Российской Федерации). По другим сведениям — командир 29-й отдельной бригады подводных лодок. Участник многих боевых служб и свыше 10 дальних походов, в том числе в Арктику. Успешно выполнил стрельбу баллистическими ракетами с Северного полюса. Внёс большой вклад в освоение новой боевой техники, в разработку новых форм и способов боевого применения атомных ракетных подводных крейсеров стратегического назначения. Возглавлял Госкомиссию, руководившую испытаниями и принятием на вооружение новейших кораблей российского флота.
Указом Президента Российской Федерации от 2 мая 1996 года «за мужество и героизм, проявленные при испытании новой техники», контр-адмиралу Дронову Владимиру Николаевичу присвоено звание Героя Российской Федерации с вручением знака особого отличия — медали «Золотая Звезда». Этим же указом высокого звания удостоены его коллеги-гидронавты — капитан 1-го ранга А. П. Сугаков и капитан 1-го ранга А. Т. Панфилов.

### В запасе
С апреля 2000 года контр-адмирал В. Н. Дронов — в запасе. Переехал вместе с семьёй в Санкт-Петербург. В 2000—2003 годы работал в Администрации Санкт-Петербурга советником губернатора Санкт-Петербурга, а с 2003 года — заместителем главного строителя, также занимался вопросами развития подводного флота России. В частности, отвечал за подготовку к празднованию 300-летия города на Неве. С 2005 года работает заместителем Генерального директора — начальником управления по персоналу и социальному развитию федерального государственного унитарного предприятия «Адмиралтейские верфи».
Член Совета Международной ассоциации общественных организаций ветеранов Военно-Морского Флота и подводников. Вносит большой вклад в военно-патриотическое воспитание молодёжи.
Живёт в городе Санкт-Петербурге.

## Награды
- Герой Российской Федерации (2 мая 1996)[6]
- орден Мужества (2000)
- орден «За личное мужество» (1993)
- орден «За службу Родине в Вооружённых Силах СССР» III степени (1983)
- медали[3]

## Оценки и мнения
В. Н. Дронов, 2004:

…что касается «риска для жизни», то он может присутствовать даже в обычной бытовой ситуации. И чтобы свести его к минимуму, нужно просто выполнять своё дело… За годы службы бывали различные учения и боевые походы, были ракетные стрельбы на самой «макушке» Северного полюса. Но для нас это было прежде всего дело, которому служишь.